# Division de Tawau
La Division de Tawau (en malais, Bahagian Tawau) est une division administrative de l'État de Sabah en Malaisie. Elle occupe la partie sud-est du territoire de Sabah. Avec une superficie de 14 905 km2, elle occupe 20 % du Sabah. Avec ses 756 800 habitants elle comprend environ 26 % de la population de l'État, la plupart étant des Bajau, des Tausūg, des Ida'an, des Tidung, des Cocos, des Murut et des Lun Bawang. La division est elle-même divisée en districts, ceux de Kalabakan, de Kunak, de Lahad Datu, de Semporna et de Tawau.
Le port de Tawau est le troisième plus grand port de Malaisie orientale après ceux de Kota Kinabalu et Sandakan. Il est un important centre d'exportation de bois et de produits agricoles. Deux aéroport nationaux desservent la Division de Tawau : un à Tawau et un à Lahad Datu. La division comprend également les îles de Sipadan, de Ligitan et la partie nord de l'île de Sebatik, la partie sud appartenant à l'Indonésie. Le parc national de Tawau Hills est aussi dans cette Division.

## Districts
La Division de Tawau est elle-même divisée en cinq districts suivants :
| Nom                    | Surface   | Capitale   |
| ---------------------- | --------- | ---------- |
| District de Kalabakan  | 3 885 km2 | Kalabakan  |
| District de Kunak      | 1 134 km2 | Kunak      |
| District de Lahad Datu | 6 501 km2 | Lahad Datu |
| District de Semporna   | 1 145 km2 | Semporna   |
| District de Tawau      | 2 240 km2 | Tawau      |

## Membres du parlement
| Parlement       | Membre                  | Parti    |
| --------------- | ----------------------- | -------- |
| P188 Lahad Datu | Mohammadin Ketapi       | WARISAN  |
| P189 Semporna   | Shafie Apdal            | WARISAN  |
| P190 Tawau      | Christina Liew Chin Jin | PH (PKR) |
| P191 Kalabakan  | Ma'mun Sulaiman         | WARISAN  |

## Histoire
La division actuelle de l'État de Sabah est largement héritée de la division du North Borneo Chartered Company. Après l'acquisition du Bornéo du Nord par charte royale en 1881, la division administrative est confiée au baron von Overbeck puis poursuivie par la création de deux résidences : la West Coast Residency et la East Coast Residensy. Le siège des deux résidences se trouve à Sandakan, où le gouverneur est basé. Chaque résidence est ensuite divisée en plusieurs provinces gérées par un officier de district.
Au fur et à mesure que le Bornéo du Nord ne s'étend, le nombre de résidences est passée à cinq : la Tawau Residency (ou East Coast Residency), la Sandakan Residency, la West Coast Residency, la Kudat Residency et la Interior Residency. Les différentes provinces sont d'abord nommée d'après les membres du bureau d'administration : Alcock, Cunlife, Dewhurst, Keppel, Dent, Martin, Elphinstone, Myburgh et Mayne. Les résidents de première classe occupaient les résidences de Sandakan et de la côte occidentale, alors que les résidents de seconde classe occupaient les trois autres résidences. Les résidences de Sandakan et de la côte occidentale sont alors membres du Conseil législatif, l'Assemblée législative de la compagnie.
La subdivision en résidences est maintenue lorsque le Bornéo du Nord devient une Colonie de la Couronne après la Seconde Guerre mondiale. Le 16 septembre 1963 avec la formation de la Malaisie, le Bornéo du Nord, devenu l’État de Sabah, reforme sa structure administrative par le biais de l'Ordonnance sur les Unités Administratives. En même temps, le gouverneur de Sabah, le chef de l’État de Sabah, est autorisé par proclamation à diviser l'État en Divisions et en Districts. L'abolition du terme de Résidence en faveur de la Division a eu lieu en 1976.
Aujourd'hui, la Division n'a qu'une signification formelle et ne constitue plus son propre niveau administrative. La Résidence est également abolie, l'administration municipale de Sabah étant aux mains des officiers de district.

### Liens connexes
- Division de Malaisie orientale